# إريك باتون
اريك باتون (بالإنجليزية: Eric Paton)‏ (1 أغسطس 1978 بغلاسكو في المملكة المتحدة - ) هو لاعب كرة قدم بريطاني في مركزي الدفاع والظهير. لعب مع كوين أوف ساوث ونادي بارتيك ثيسل ونادي دندي ونادي هيبرنيان ونادي ستنهاوسموير ونادي كلايدبانك ‏.

## وصلات خارجية
- اريك باتون على موقع قاعدة بيانات كرة القدم.إي يو (الإنجليزية)
- اريك باتون على موقع Soccerbase.com (لاعب) (الإنجليزية)